# 비사야워티피그
비사야워티피그 (Sus cebifrons)는 멧돼지속에 속하는 우제류의 일종이다. 필리핀 중부 지역 비사야 제도의 토착종의 하나로 서식지 감소와 먹이 부족 그리고 과도한 사냥때문에 멸종 위급종으로 등록되어 있다. 야생에 남아있는 개체수가 아주 적기 때문에 포획 상태 외의 행동이나 특징이 별로 알려져 있지 않다.

## 아종
2종의 아종이 알려져 있다.
- 제부위티피그 (Sus cebifrons cebifrons) - 멸종으로 추정
- 네그로스위티피그 (Sus cebifrons negrinus)